# Paul Götschenberg
Paul Götschenberg (* 12. Februar 1892 in Düsseldorf; † 14. März 1955 in Bühlerhöhe) war ein deutscher Kaufmann.

## Leben
Paul Götschenberg wurde als Sohn des Installateurs Carl Götschenberg († 1925) und dessen Ehefrau Maria, geb. Buesen, geboren. Er war Inhaber der Firma Paul Götschenberg in Düsseldorf. Von 29. November 1945 bis zum 9. November 1952 gehörte er als Abgeordneter der CDU dem Rat der Stadt Düsseldorf an.
Daneben stand er in Gremien der berufsständischen Interessenvertretung in führender Position. Er war Vizepräsident der IHK Düsseldorf und Vorsitzender des Einzelhandelsverbandes der Nordrhein-Provinz.

## Auszeichnungen
- 1952: Verdienstkreuz (Steckkreuz) der Bundesrepublik Deutschland
- 1955: Großes Verdienstkreuz der Bundesrepublik Deutschland